# CANT Z.511
Il CANT Z.511 A. noto anche come "Idrogigante" era un idrovolante di linea, destinato alle rotte atlantiche da cui la A. Il più grande idrovolante a galleggianti mai costruito.

## Storia
Come il suo fratello minore Z.509, il Z.511 nasce dall'esigenza da parte della compagnia Ala Littoria di dotarsi di un idrovolante, questa volta quadrimotore, da utilizzare come aereo postale nella futura tratta transoceanica di collegamento con l'America meridionale. Il progetto fu affidato all'ingegnere Filippo Zappata.
La richiesta per un quadrimotore da parte dell'Ala Littoria risale al 1937, per quanto non fosse stabilito se il velivolo dovesse essere terrestre o idrovolante.
Il contratto per la costruzione di un singolo CANT Z.511 A. fu redatto il 13 ottobre 1938 per un costo di 7.690.000 lire. Un secondo esemplare venne ordinato il 28 febbraio 1939 per 6.664.500 lire. Si prevedeva una commessa totale di sei esemplari.
Il progetto venne redatto in origine per i motori radiali Alfa 135 ma, a causa dello sviluppo troppo arretrato degli stessi prima e dei problemi di messa a punto dopo non ne verrà mai dotato. Per risolvere il problema della motorizzazione nel dicembre 1939 venne richiesto l'acquisto dei Wright Cyclone R-2600A ma le trattative rimasero senza esito. Si risolse il problema ripiegando sull'installazione dei Piaggio P.XII RC35, inizialmente carenati con capottature lisce di grossa sezione, poi sostituite con capottature più avviate con bugne per le teste dei cilindri.
Il primo prototipo (MM. 396) fece il primo volo il 19 ottobre 1940 a Monfalcone ai comandi di Stoppani. Al secondo volo vi furono problemi coi comandi che richiesero tre mesi di lavoro per essere risolti.
Dal 21 febbraio 1942 iniziarono i collaudi ufficiali, a seguito di tali prove i galleggianti furono allungati.
Il 22 maggio 1942 il singolo esemplare venne trasferito a Vigna di Valle. Nel febbraio 1943 vennero svolte ancora le prove di consumo.
L'8 settembre 1943 il primo prototipo venne sabotato dal personale a Vigna di Valle facendolo affondare forando a picconate i galleggianti. Nel 1944 il relitto venne gravemente danneggiato dall'affondamento di un gommone americano che trasportava uno Sherman. Nel dopoguerra quel che ne restava venne demolito durante la bonifica del lago.
Il secondo prototipo, che stava venendo allestito in versione militare, si fermò all'82% della costruzione e venne demolito direttamente in ditta entro il dicembre 1943.

## Descrizione
Il CANT Z.511 A. era un idrovolante a galleggianti quadrimotore monoplano con ala bassa a sbalzo, con struttura completamente metallica.
L'ala era monolongherone e dotata di tunnel per l'ispezione dei motori e dei serbatoi in volo. I galleggianti erano collegati alla fusoliera da montanti e tubi di acciaio, all'interno dei montanti anteriori era ricavata una scaletta che li collegava ai tunnel nelle ali.
I motori installati erano i Piaggio P.XII RC.35 con eliche tripale Piaggio P.1002 a comando elettrico a passo variabile in volo e messa in bandiera. La quantità totale di carburante stivabile a bordo era di 16.340 l.
La cabina di pilotaggio era a posti affiancati, dietro ai piloti trovano posto il motorista e l'operatore radio. La cabina passeggeri poteva avere due configurazioni: "lusso" con 16 posti singoli trasformabili in cuccette o "alta densità" con 44 posti. In entrambe le configurazioni vi erano due toilette ed un cucinino. Al di sotto della cabina passeggeri vi era il vano di carico. L'accesso alla fusoliera poteva avvenire o da due porte, una su ciascun lato, o da una rampa nella parte posteriore. Nell'unico prototipo completato (MM. 396) la cabina passeggeri non venne mai allestita e rimase vuota, eccezion fatta per qualche poltroncina installata per prove.

ll secondo prototipo, in allestimento in versione militare ma non completato, era stato modificato con cinque postazioni difensive per mitragliatrici da 7,7 mm.

Il CANT Z.511 A. MM.396 al decollo.

## Utilizzatori
Italia
- Ala Littoria (civile)
- Regia Aeronautica (militare)

## Velivoli comparabili
Germania
- Blohm & Voss Ha 139